# Partia Liberalna (Mołdawia)
Partia Liberalna, PL (rum. Partidul Liberal) – centroprawicowa konserwatywno-liberalna partia polityczna w Mołdawii. Obecnym liderem partii jest Mihai Ghimpu.

## Historia
Partia została założona w 5 września 1993 roku przez Anatola Șalaru pod nazwą „Partia Reform” (rum. Partidul Reformei). 28 września tego samego roku została zarejestrowana przez Ministerstwo Sprawiedliwości. Ponownie uzyskała wpis do rjestru 17 lutego 1999 roku.

## Wyniki wyborów
W wyborach parlamentarnych w 2009 roku PL zajęła trzecie miejsce uzyskując wynik 14,68%, co dało jej 15 z 101 miejsc w parlamencie.
Razem z Partią Liberalno-Demokratyczną i Partią Demokratyczną tworzy koalicję Sojusz dla Integracji Europejskiej.